# Присилни рад
Присилни рад је сваки радни однос, посебно у модерној или раној модерној историји, у којем се људи запошљавају против своје воље уз претњу сиромаштва, притвора или насиља, укључујући смрт или друге облике екстремних тешкоћа за њих саме или чланове њихових породица.
Присилни рад укључује све облике ропства, казненог рада и одговарајуће институције, као што су дужничко ропство, кметство, кулук и радни логори.

## Дефиниција
Многи облици неслободног рада су такође обухваћени термином присилни рад, који је дефинисала Међународна организација рада као сав недобровољни рад или служење које се тражи под претњом казне.
Међутим, према Конвенцији о принудном раду МОР-а из 1930. године, термин присилни или обавезан рад не укључује:
- „сваки рад или служба која се захтева на основу закона о обавезној војној служби за рад чисто војног карактера;
- „сваки рад или служба која чини део нормалних грађанских обавеза грађана једне потпуно самоуправне земље;
- „сваки рад или услуга која се тражи од било ког лица као последица осуде пред судом, под условом да се наведени рад или услуга обављају под надзором и контролом органа јавне власти и да то лице није ангажовано или стављен на располагање приватним лицима, компанијама или удружењима (захтева да затворска газдинства више не дају затворенике у закуп)“;
- „сваки рад или услуга која се захтева у хитним случајевима, односно у случају рата, катастрофе или претње, као што су пожар, поплава, глад, земљотрес, насилне епидемије или епизоотске болести, инвазија: животиња, штеточина, и уопште било која околност која би угрозила постојање или добробит целог или дела становништва“;

## Плаћање за небесплатан рад
Ако дође до плаћања, може бити у једном или више од следећих облика:
- Плаћање не премашује натуралну производњу или га једва премашује;
- Плаћање је у роби која није пожељна и/или се не може заменити или ју је тешко заменити;
- Плаћање се у целини или највећим делом састоји од поништавања дуга или обавезе која је сама била принуђена или припада неком другом.

Небесплатан рад се често лакше успоставља и примењује на раднике мигранте, који су отпутовали далеко од своје домовине и који се лако идентификују због физичких, етничких, језичких или културних разлика у односу на општу популацију, јер нису у могућности или је мало вероватно да ће пријавити радне услове властима.

## Савремени неслободан рад
Неслободан рад се поново појавио као питање у дебати о руралном развоју током година након завршетка Другог светског рата, када политичка брига кејнзијанске теорије није била само економска реконструкција (углавном у Европи и Азији) већ и планирање (у развијању нације „трећег света“). Кључни аспект дискусије која је уследила односио се на то у којој мери су различити облици односа представљали препреке капиталистичком развоју и зашто.
Током 1960-их и 1970-их, неслободан рад се сматрао некомпатибилним са капиталистичком акумулацијом, а самим тим и препреком економском расту, тумачење које су заступали експоненти тада доминантне полуфеудалне тезе. Од 1980-их па надаље, појавио се други и веома различит марксистички поглед, који тврди да докази из Латинске Америке и Индије сугеришу да су агробизнис предузећа, комерцијални фармери и богати сељаци репродуковали или поново уводили неслободне односе.
Међутим, недавни доприноси овој дебати су покушали да искључе марксизам из дискусије. Ови прилози тврде да је, пошто марксистичка теорија није успела да разуме централну улогу неслободе за савремени капитализам, потребно ново објашњење ове везе. Том Брас је довео у питање ову тврдњу. Он тврди да се многе од ових нових карактеристика у ствари не разликују од оних које је раније идентификовала марксистичка теорија и да је искључење потоњег приступа из дебате стога неоправдано.
Међународна организација рада процењује да је најмање 12,3 милиона људи широм света жртве принудног рада. Од тога, 9,8 милиона је експлоатисано од стране приватних агената, а више од 2,4 милиона је предмет трговине људима. Још 2,5 милиона је присиљено да ради од стране државе или побуњеничких војних група. Из перспективе међународног права, земље које дозвољавају принудни рад крше међународне стандарде рада, како је наведено у Конвенцији о укидању принудног рада (Ц105), једној од основних конвенција МОР-а.
Према Специјалном акционом програму МОР-а за борбу против принудног рада, глобални профит од принудног рада трговине људима који експлоатишу приватни агенти процењује се на 44,3 милијарде америчких долара годишње. Око 70% ове вредности (31,6 милијарди америчких долара) потиче од жртава трговине људима. Најмање половина ове суме (више од 15 милијарди америчких долара) долази из индустријализованих земаља.

## Трговина људима
Трговина људима је термин који дефинише регрутовање, скривање, прибављање и транспорт особе употребом силе, преваре или принуде у сврху подвргавања недобровољним радњама, као што су радње у вези са комерцијалном сексуалном експлоатацијом (укључујући присилну проституцију) или присилни рад.

## Облици неслободног рада

### Ропство
Архетипски и најпознатији облик неслободног рада је ропство, у којем су поједини радници легално у власништву током целог свог живота, и власници их могу купити, продати или на други начин разменити, док никада или ретко не остварују никакву личну корист од свог рада. Ропство је било уобичајено у многим древним друштвима, укључујући стари Египат, Вавилон, Персију, стару Грчку, Римско царство, стару Кину, предмодерни муслимански свет, као и многа друштва у Африци и Америци. Продавање у ропство била је уобичајена судбина становништва које је покорено у ратовима. Можда је најистакнутији пример ропства било поробљавање многих милиона црнаца у Африци, као и њихов присилни транспорт у Америку, Азију или Европу, где су њихов статус робова готово увек наследили њихови потомци.
Термин "ропство" се често примењује на ситуације које не испуњавају горе наведене дефиниције, али које су други, блиско повезани облици неслободног рада, као што је дужничко ропство (иако не свако враћање дугова кроз рад не представља неслободан рад ). Примери су Репартимијенто де лабор у Шпанском царству, или рад аутохтоних Аустралијанаца у северној Аустралији на станицама за овце или говеда (ранчеви), од средине 19. до средине 20. века. У последњем случају, радници су ретко или никада били плаћени, и били су ограничени прописима и/или интервенцијом полиције на регионе око њихових места рада.
У Јапану крајем 16. века, "неслободан рад" или ропство је званично забрањено, али су облици рада по уговору и под уговором опстали упоредо са принудним радом из тог периода. Нешто касније, казнени закони из Едо периода прописивали су „небесплатан рад“ за уже породице погубљених криминалаца у члану 17 закона о кући Токугава, али та пракса никада није постала уобичајена. Закон о кући Токугава састављен је од преко 600 статута који су проглашени између 1597. и 1696. године.
Према Кевину Бејлсу у књизи Disposable People: New Slavery in the Global Economy (1999), у 21. веку у свету постоји око 27 милиона робова.

### Блекбирдинг
Блекбирдинг укључују киднаповање или превару да би се људи превезли у другу земљу или далеко од куће, да би радили као роб или слабо плаћени присилни радник. У неким случајевима радници су враћени кући након одређеног временског периода.

### Кметство
Кметство везује раднике за земљу коју обрађују, типично у феудалном друштву. Кметови обично немају законско право да оду, промене послодавца или траже плаћени посао, иако су у зависности од економских услова многи то ипак чинили. За разлику од покретних робова, они се обично не могу продати одвојено од земље и имају права као што је војна заштита господара.

### Систем камиона
Систем камиона, у специфичном смислу у којем овај термин користе историчари рада, односи се на непопуларан или чак експлоататорски облик плаћања повезан са малим, изолованим и/или руралним заједницама, у којима су радници или самозапослени мали произвођачи плаћени, било у роби, облику плаћања познатом као плате камиона, или токенима, приватној валути или директном кредиту, који ће се користити у радњи компаније, у власништву њихових послодаваца. Специфична врста система камиона, у којој се кредитни аванси дају против будућег рада, у САД-у је позната као дужничко ропство.
Многи научници сугеришу да послодавци користе такве системе да експлоатишу раднике и/или их задужују. Ово би се могло десити, на пример, када би послодавци били у могућности да плате раднике робом чија је тржишна вредност била испод нивоа егзистенције, или продајом ствари радницима по надуваним ценама. Други тврде да су плате за камионе биле погодан начин за рад изолованих заједница, као на пример током раног колонијалног насељавања Северне Америке, када је званична валута била оскудна.
Почетком 20. века, камионски системи су били широко виђени, у индустријализованим земљама, као експлоататорски. Можда најпознатији пример овог гледишта била је америчка хит песма Sixteen Tons из 1947. године. Многе земље имају закон о камионима који забрањује системе камиона и захтева плаћање у готовини.

### Обавезне услуге због социјалног статуса

#### Кулук
Иако су најуже повезане са средњовековном Европом, владе су током људске историје наметале редовне кратке периоде неплаћеног рада нижим друштвеним класама. То би могле бити годишње обавезе од неколико седмица или нешто слично што је трајало читав радни век. Како се систем развијао на Филипинима и другде, радник је могао да плати одговарајућу накнаду и да буде ослобођен од обавезе.

#### Вети-чакири
Облик принудног рада у којем су сељаци и припадници нижих класа морали да раде бесплатно постојао је у Индији пре независности. Овај облик рада био је познат под неколико имена, укључујући вет, вети, вети-чакири и бегар.

### Казнени рад
Казнени рад је термин за различите врсте принудног рада који су затвореници обавезни да обављају, обично физички рад. Рад може бити лаган или тежак, у зависности од контекста. Термин се може односити на неколико повезаних сценарија: рад као облик казне, затворски систем који се користи као средство за обезбеђивање рада и рад као обезбеђивање занимања за осуђенике.

#### Радни логори
Још један историјски значајан пример принудног рада јесу политички затвореници, људи из освојених или окупираних земаља, припадници прогоњених мањина и ратни заробљеници, посебно током 20. века. Најпознатији пример овога су систем концентрационих логора који је водила нацистичка Немачка у Европи током Другог светског рата, логори Гулаг, које је водио Совјетски Савез и присилни рад који је користила војска Јапанског царство, посебно током Пацифичког рата (као што је Бурманска железница). Отприлике 4.000.000 немачких ратних заробљеника су савезници користили као „рад за репарацију” неколико година након немачке предаје. Ово је било дозвољено према Трећој Женевској конвенцији под условом да им се пружи одговарајући третман. Кинески лаогаи систем и севернокорејски квалисо кампови су тренутни примери.
Око 12 милиона принудних радника, од којих су већина били Пољаци и совјетски грађани били су запослени у немачкој ратној економији унутар нацистичке Немачке. Више од 2000 немачких компанија профитирало је од ропског рада током нацистичке ере, укључујући Мерцедес-Бенц групу, Немачку банку, Сименс, Волксваген, Круп, Алианц, БАСФ, Бајер АГ, БМВ. Конкретно, немачко јеврејско становништво је било подвргнуто ропском раду пре њиховог истребљења.
У Азији, према заједничкој студији историчара у којој су учествовали Зифен Ју, Марк Пети, Тору Кубо и Мицујоши Химета, више од 10 милиона Кинеза је мобилисано од стране јапанске војске и поробљено ради ропског рада у Манџукуу и северној Кини. Библиотека Конгреса САД-а процењује да је на Јави између 4 и 10 милиона ромуша (јапански: „физички радник“) било приморано да ради од стране јапанске војске. Око 270.000 ових јаванских радника послато је у друге области у југоисточној Азији које држе Јапанци. Само 52.000 је враћено на Јаву, што значи да је стопа смртности била 80%. Такође, 6,87 милиона Корејаца је натерано на ропски рад од 1939. до 1945.године у Јапану и у Кореји коју су окупирали Јапанци.
Црвени Кмери су покушали да претворе Камбоџу у бескласно друштво депопулацијом градова и присиљавањем урбаног становништва („Нови људи“) у пољопривредне заједнице. Целокупно становништво је било принуђено да се бави земљорадњом у радним логорима.

#### Затворски рад
Затворски рад је још један класичан облик неслободног рада. Присилни рад осуђеника се често посматра са недостатком симпатија, због друштвене стигме која се везује за људе који се сматрају обичним криминалцима.
Три британске колоније у Аустралији – Нови Јужни Велс, Ван Дименова земља и Западна Аустралија – примери су државне употребе рада осуђеника. Аустралија је примила хиљаде осуђених радника у осамнаестом и деветнаестом веку који су осуђени за злочине у распону, од оних који се данас сматрају лакшим прекршајима, до тако тешких кривичних дела као што су убиство, силовање и инцест. Значајан број ирских осуђеника осуђен је због издаје док су се борили против британске владавине у Ирској.
Више од 165.000 осуђеника превезено је у аустралијске колоније од 1788. до 1868. године. Већина британских или ирских осуђеника завршили су своје казне у британским затворима и уопште нису транспортовани.
Процењује се да је у последњих 50 година више од 50 милиона људи послато у кинеске лаогаи кампове.

### Уговорни и обвезнички рад
Чешћи облик у савременом друштву је уговор, или обвезнички рад, према којем радници потписују уговоре о раду на одређено време, за који су плаћени само смештајем и издржавањем, или основним стварима поред ограничених бенефиција као што је отказ дуга или транспорт у жељену земљу.

### Савремени принудни рад на црно
Док је историјски неслободан рад често био санкционисан законом, у данашње време већина неслободног рада се сада врти око илегалне контроле, а не легалног власништва, пошто су све земље ропство учиниле илегалним.

## Дозвољени изузеци неслободног рада
Постоји неколико изузетака неслободног или присилног рада које признаје Међународна организација рада:

### Цивилна регрутација
Неке земље практикују облике цивилне регрутације за различите главне групе занимања или становнике под различитим вероисповестима као што су грађанска регрутација, грађанска мобилизација, политичка мобилизација итд. Ова обавезна служба с једне стране је спроведена због дуготрајних штрајкова радника, током ратних или економских кризе, да се обезбеде основне услуге као што су медицинска нега, снабдевање храном или снабдевање одбрамбене индустрије. С друге стране, ова услуга може бити обавезна за пружање периодичних и неизбежних услуга становништву, попут ватрогасних служби, због недостатка волонтера.

#### Привремени цивилни војни рок
Између децембра 1943. и марта 1948. године, младићи у Уједињеном Краљевству, Бевин Бојс, били су регрутовани за рад у рудницима угља. У Белгији 1964. године, у Португалу и у Грчкој од 2010. до 2014. године због тешке економске кризе спроведен је систем цивилне мобилизације за пружање јавних услуга као националног интереса.

#### Понављајућа цивилна регрутација
У Швајцарској у већини заједница за све становнике, без обзира да ли су Швајцарци или не, обавезно је учлањење у такозване милиционе ватрогасне јединице, као и обавезна служба у швајцарским снагама цивилне заштите. Регрути у Сингапуру обезбеђују особље ватрогасне службе земље, као део националне службе у снагама цивилне одбране. У Аустрији и Немачкој грађани морају да се придруже обавезној ватрогасној бригади ако добровољна ватрогасна служба не може да се обезбеди због недостатка добровољаца. У 2018. години овај пропис се примењује само у неколицини заједница у Немачкој и тренутно ниједној заједници у Аустрији.

### Регрутација за војну службу и снаге безбедности
Поред регрутације за војну службу, неке земље регрутују грађане у паравојне или безбедносне снаге, попут унутрашњих трупа, граничне страже или полиције. Иако су понекад плаћени, регрути нису слободни да одбију регрутацију. Избегавање тезе или дезертерство често се суочавају са тешким казнама. Чак и у земљама које забрањују друге облике неслободног рада, регрутација је генерално оправдана као неопходна у националном интересу и стога је један од пет изузетака од Конвенције о принудном раду, коју је потписала већина земаља у свету.

### Обавезни рад у заједници

#### Услуге у заједници
Рад у заједници је плаћен посао који обавља једна особа или група људи за добробит своје заједнице или њених институција. Рад у заједници се разликује од волонтирања, јер се не обавља увек на добровољној основи. Иако се лична корист може остварити, она се може остварити из различитих разлога укључујући услове за држављанство, замену кривичноправних санкција, услове школе или разреда и услове за примање одређених бенефиција.

#### Де факто обавезан рад у заједници
Током Хладног рата у неким комунистичким земљама попут Чехословачке, Немачке Демократске Републике или Совјетског Савеза првобитно добровољни рад у суботу за заједницу под називом Суботник, Воскресник или Акце З постао је де факто обавезан за чланове заједнице.

#### Ручне услуге и услуге спајања
У неким аустријским и немачким државама изводљиво је да заједнице ангажују грађане за јавне услуге, које се зову ручне и помоћне услуге. Ова обавезна услуга се и даље обавља ради одржавања инфраструктуре малих заједница.